# Caça submarina
A caça ou pesca subaquática ou submarina é uma atividade que consiste na caça de espécimes aquáticos, geralmente peixes, utilizando técnicas de mergulho. Podendo ser praticada como esporte de aventura, utilizando-se técnicas de mergulho livre, ou seja, em apneia; ou como caça predatória ou industrial, utilizando-se o mergulho autônomo (usando equipamentos que permitam a respiração subaquática), esta é ilegal em muitos países, tal como Austrália, Brasil e não é considerado esporte. Em todos os casos, a atividade se utiliza de um arpão, este solto ou armado em um arbalete ou em uma arma pneumática, para realizar a caça.

## Caça submarina no mundo
Hoje menos de 1% da retirada de peixes no mundo é feita por esse tipo de esporte.

### Brasil
Com o apoio dos expoentes da caça submarina brasileira, a Confederação Brasileira de Caça Submarina (CBCS) foi fundada em 5 de março de 1990, tendo como objetivo difundir o esporte desde a sua iniciação até competições internacionais de alto nível técnico.
A atividade de pesca amadora no Brasil, uma atividade de lazer, é regulamentada pelo Ministério do Esporte e do Turismo (EMBRATUR) e Ministério do Meio Ambiente (IBAMA), e está inserida, desde 1997, no Programa Nacional de Desenvolvimento da Pesca Amadora (PNDPA), que tem o objetivo de transformar a atividade de pesca amadora em instrumento de desenvolvimento econômico, social e de conservação ambiental.
No Brasil, Licença para Pesca Amadora é obrigatória para todo pescador que utiliza molinete/carretilha, pesca embarcado, ou pratica a pesca subaquática. Segundo resolução normativa dos ministérios do Meio Ambiente e da Pesca e Agricultura " é vedado o uso de o uso de aparelhos de respiração artificial pelo pescador amador durante a pesca".

### Portugal
A prática da caça submarina tem início na década de 1950 e tem no CPAS o seu primeiro foco de desenvolvimento em Portugal. Nos anos que se seguiram outros polos vão surgindo um pouco por todo o país, bem como nas Antigas Colónias, com clubes e caçadores que em muitos dos casos tinha de fazer os seus próprios equipamentos.
Os Açores têm vários locais adequados para a realização desta actividade com boa visibilidade, boa temperatura das águas e grandes quantidades de peixe junto à costa. Esta actividade exige licença e está regulamentada com número limite de capturas.

## Equipamentos[5]

### Nadadeiras

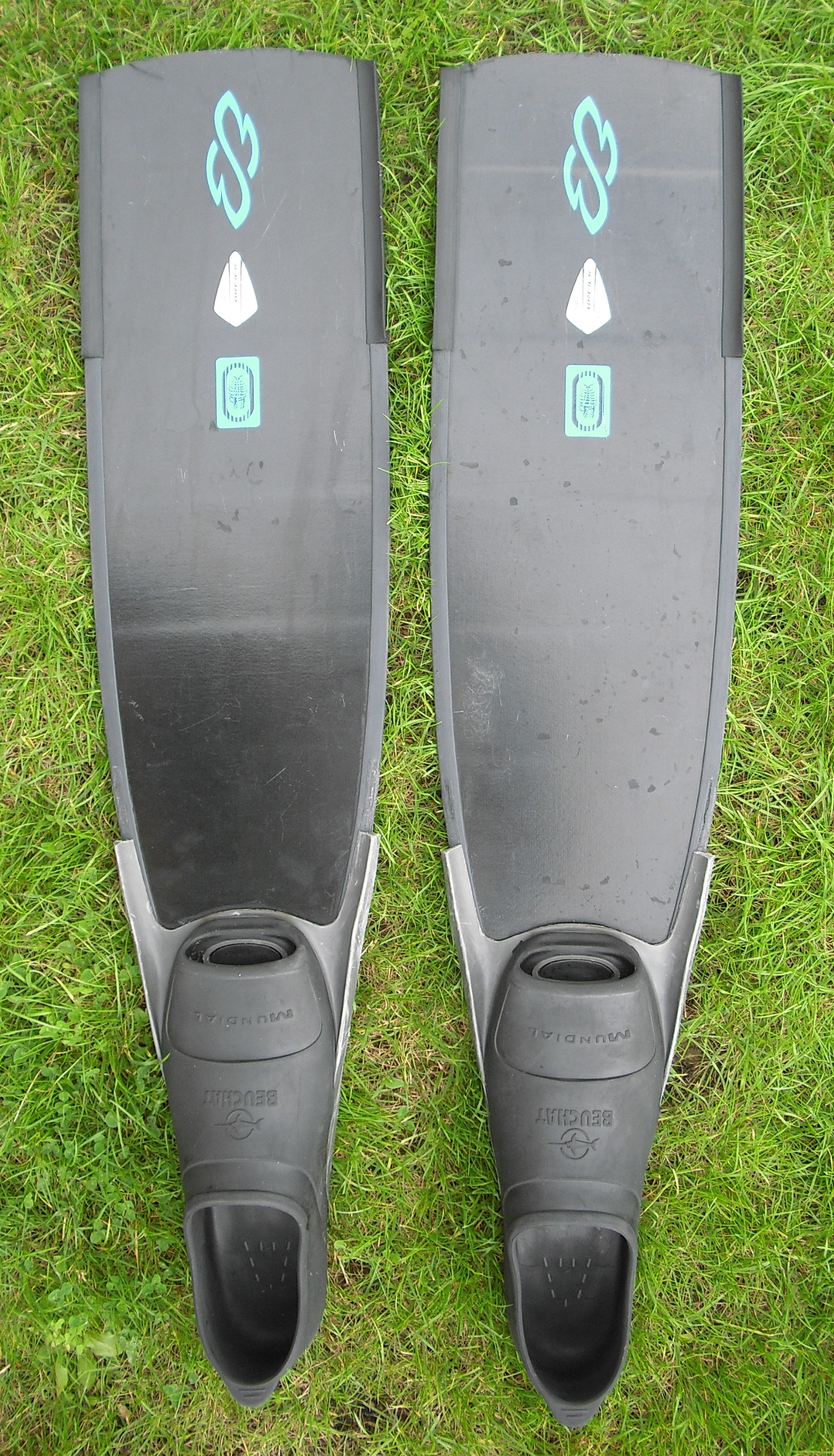
Nadadeiras típicas de caça subaquática

As nadadeiras para esse esporte são normalmente opacas e escuras, a fim de aumentar a camuflagem do mergulhador. Também são recomendadas nadadeiras longas, para que haja menos agitação das águas. Assim como no mergulho livre, elas também são itens de segurança, mantendo a flutuabilidade do nadador positiva, ou seja, com tendência à emersão.

### Boia de sinalização

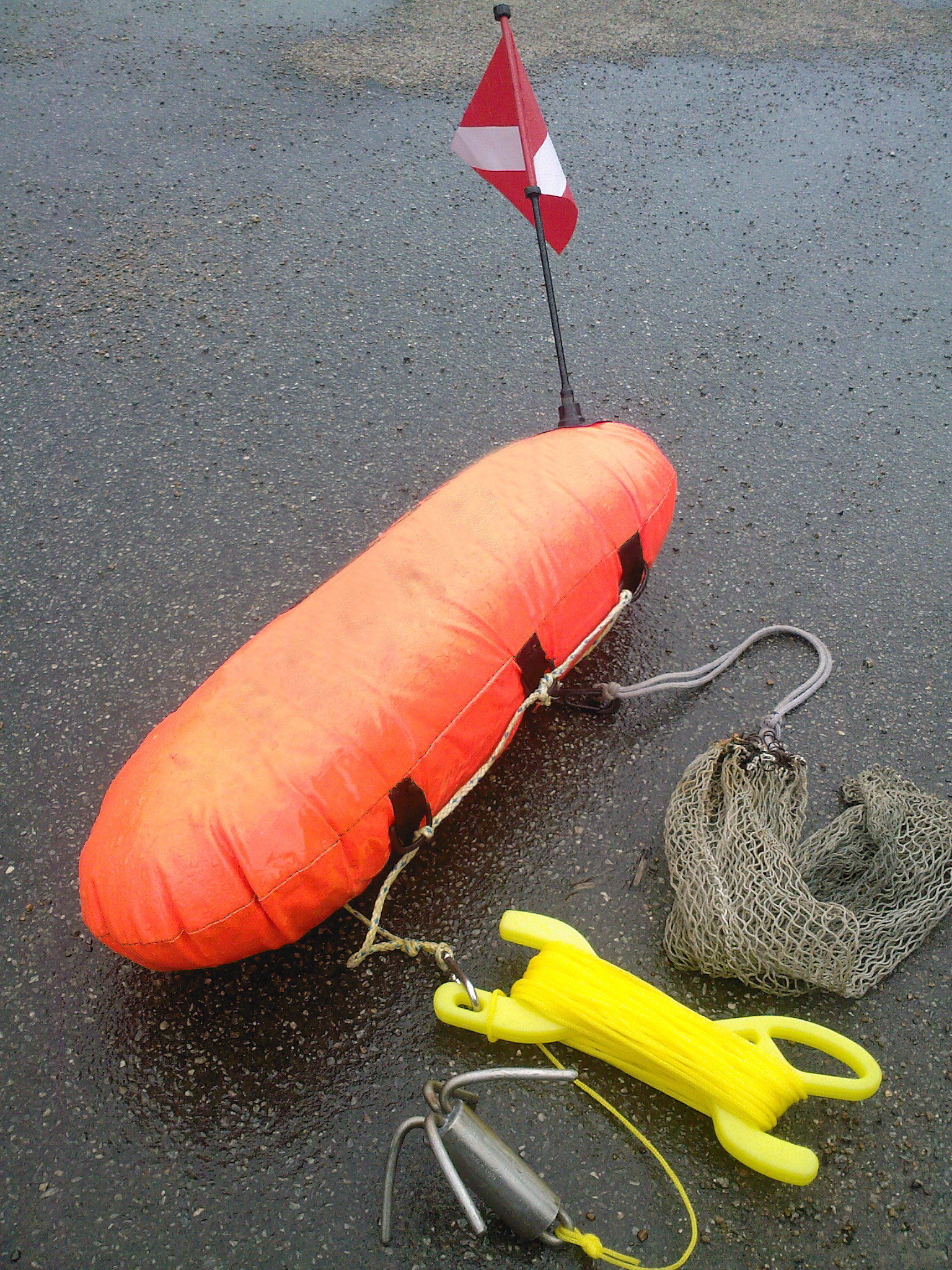
Boia de mergulho

Item de segurança e apoio. As boias tem importante função de informar que naquele local há um mergulhador em apneia, para que embarcações não passem na área de caça, evitando possíveis atropelamentos. Elas também servem para pendurar equipamentos de apoio, como armamentos reserva, água potável, ou mesmo peixes (imprescindível em locais com tubarões). Serve para o mergulhador ter um ponte de referência também, e em casos de cansaço, ou de acidentes, como um flutuador.

### Máscara

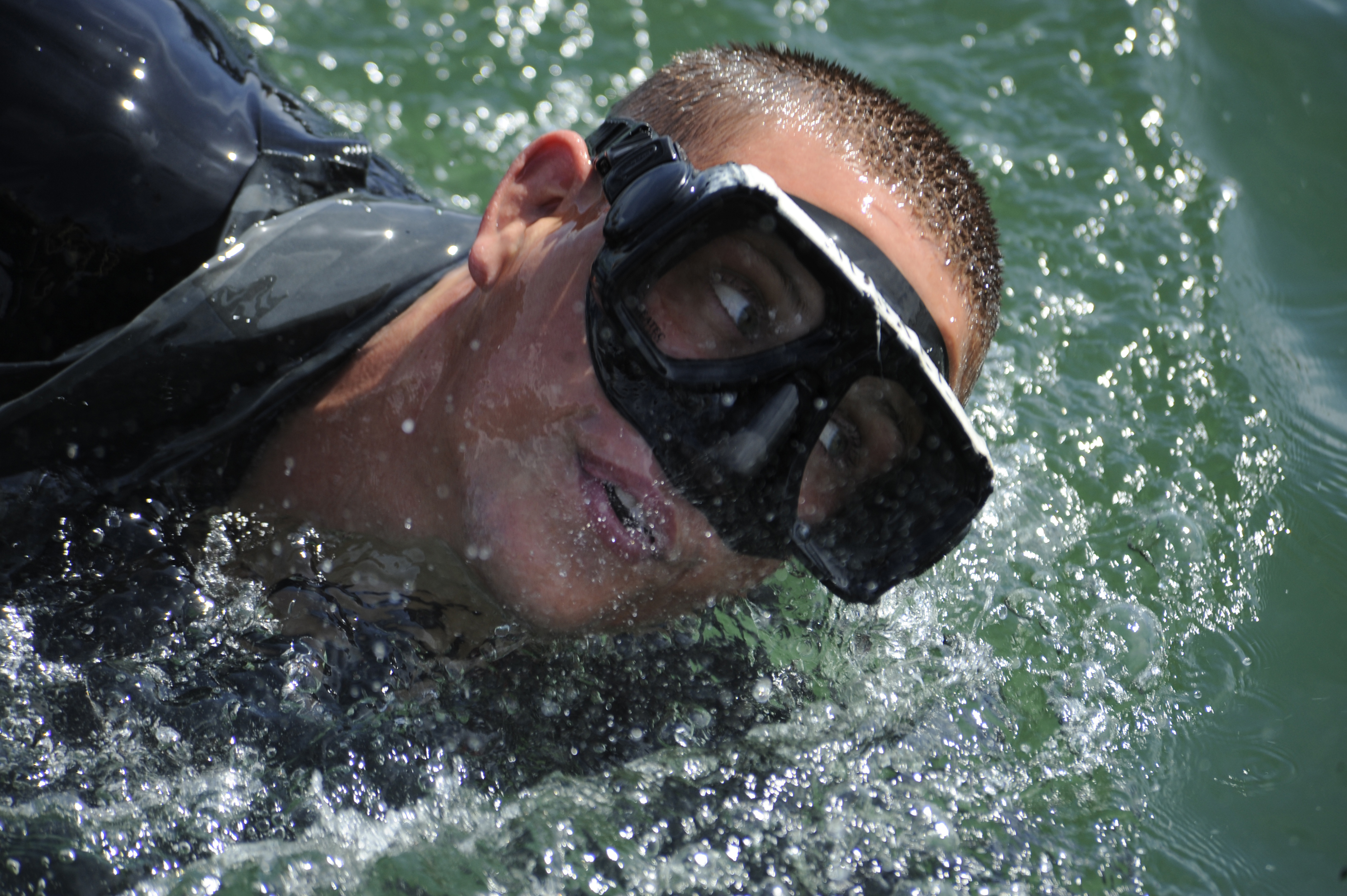
Máscara ideal para caça

As máscaras são as com pouca área interna, a fim de facilitar manobras de descompressão bucofacial e auricular. Também devem cobrir o nariz e este ser ligado ao restante da máscara para a realização dessas manobras. Ela também não é transparente, a fim de diminuir a entrada de luz pelas laterais, evitando efeitos de luz prejudiciais à caça.

### Faca

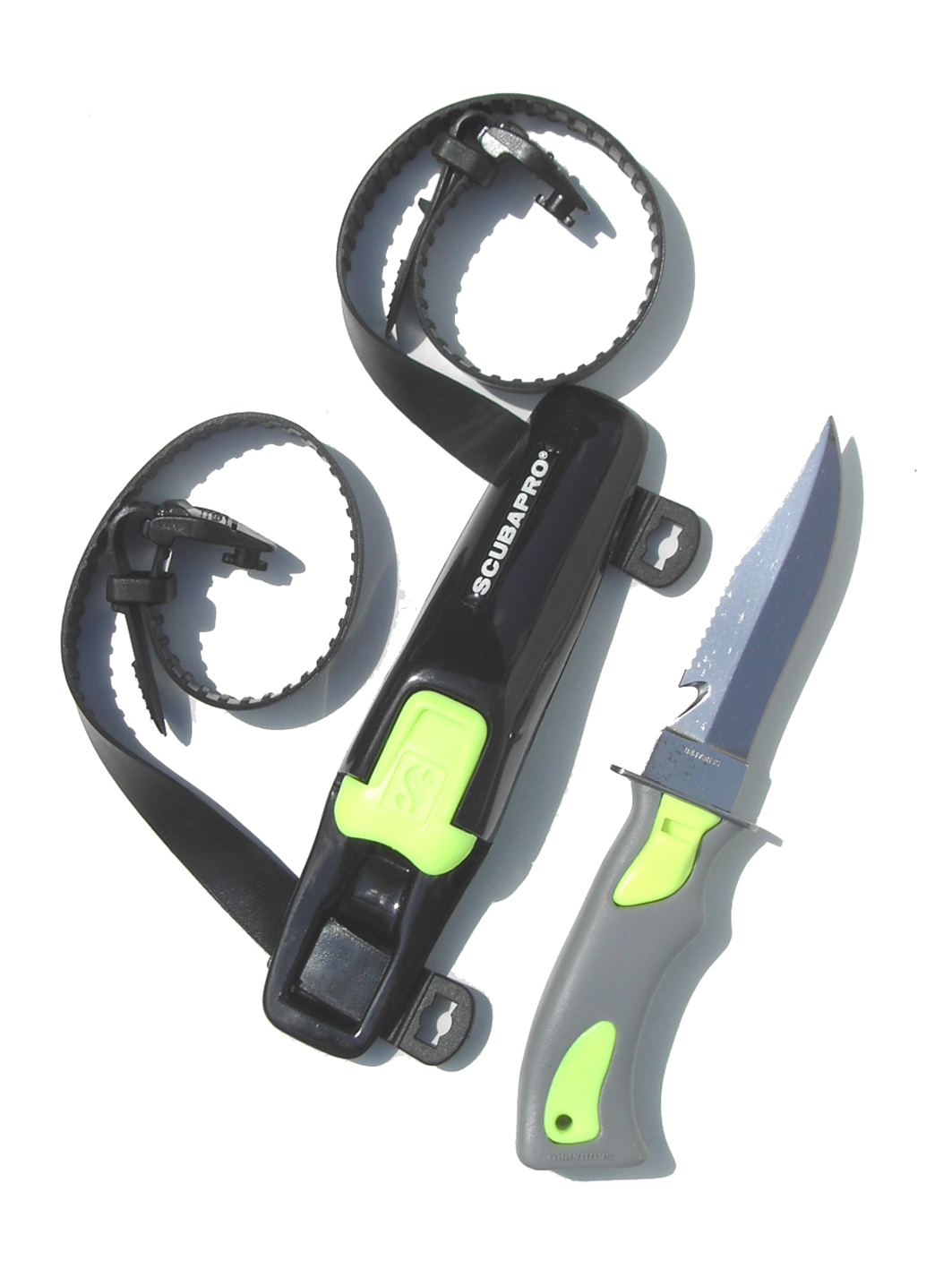
Faca comummente utilizada na prática de caça

Por vários motivos caçadores utilizam facas, as facas utilizadas são pequenas com um lado serrilhado e com uma pequena entrada própria para cortes de fiação, e outro lado corte liso. É utilizado para segurança em casos de emergência, e também para apagar peixes que mesmo arpoados continuam a se debater.

### Roupa isotérmica
A roupa isotérmica evita a perda de calor do corpo do mergulhador para a água, prolongando a estada dele na água, evitando hipotermia. Também serve como proteção da pele com o fundo do mar, evitando o contato com possíveis agentes nocivos. Na roupa de caça, é normal encontrar reforços nos joelhos e cotovelos, já que é comum ao mergulhador se apoiar para realizar o tiro, ou mesmo, se entocar na espera de um peixe. Para o arbalete, há roupas com um material mais espesso na região do peito para não haver ferimentos, quando for feita a armação do arpão.

### Respirador
Como no mergulho livre, snorkeling, o snorkel (respirador) é um equipamento bastante utilizado. O Snorkel é um tubo, de aproximadamente trinta centímetros e um diâmetro não muito largo, contém um bocal que permite respirar o ar do ambiente pela boca, sem levantar a cabeça da água. Existem Snorkel com e sem válvulas, as válvulas apenas ajudam na hora de expulsar (expurgar) a água da tubulação.
O tubo com válvula autodrenante não é muito aconselhável para a caça submarina, visto que o ruído que este faz com uma pequena quantidade de água ou saliva no seu interior, é suficiente para ao ouvido do peixe e assustá-lo.

### Cinto de lastro
É um cinto, geralmente confeccionado em nylon, com fivela de soltura rápida e pastilhas de jumbo plastificas. São utilizado para aumentar a flutuabilidade negativa do mergulhador, sendo utilizado de várias formas a fim de melhorar o desempenho do caçador. Em casos de emergência o mesmo é retirado, fazendo o mergulhador emergir.

### Armas e arpões

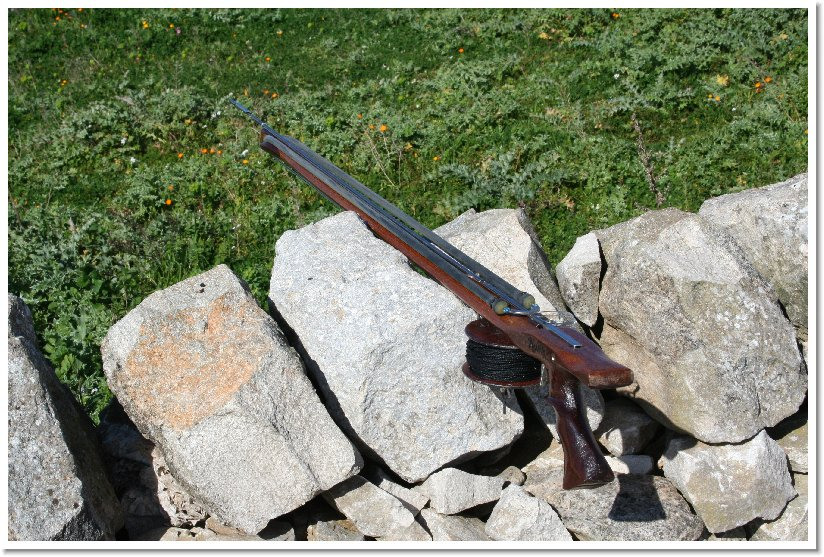
arbalete feito à mão

Os arpões utilizados na pratica com o as armas são normalmente de alumínio anticorodal.
As armas são feitas de material leve e menos denso que a água em mais de 70% de sua composição, para que esta mantenha sua flutuabilidade positiva, permitindo a busca do animal arpoado, caso seja necessário fazer a busca de uma arma de apoio, ou mesmo para respirar. Atualmente utiliza-se dois tipos de armamentos:

#### Armas pneumáticas
Essas utilizam um sistema de ar comprimido para lançar o arpão, normalmente os arpões são mais robustos, sendo essas armas para pouco alcance.

#### Arbaletes
São armas mais precisas, mais rápidas, utilizadas mais em peixes velozes. Essa utiliza arpões mais delgados, em comparação as armas pneumáticas, assim seu arrasto é menor, consequentemente sua velocidade é superior, entretanto, está característica faz com que seu poder de impacto nos peixes seja menor.

### Molinete
Para que o peixe seja recuperado, e o arpão também, há a utilização de um molinete, que difere do uso que se tem em relação a pesca com vara, já que este não serve para recolher o peixe, e sim para guiar o caçador até o peixe, ou somente para recolher o arpão, já que ele não tem a varinha para distribuir o peso, podendo assim quebrar com facilidade nesse tipo de pesca.

## Impacto Ambiental
Estudos liderados pelo governo australiano a fim de regulamentar a pratica de caça submarina apontam que é a forma de pesca que causa menos impacto ambiental se praticado em apneia, sem uso de faroletes, ou seja, como esporte.  Aluns dos motivos levantados é que seu impacto é menor se comparado a outras formas de pescaria, graças a possibilidade da seleção dos animais (sendo possível a escolha da espécie, tamanho, gênero..., evitando assim espécies notadamente em risco de extinção, tal como os meros), a não pratica em locais rasos ou de alta concentração de minerais (o primeiro sendo devido a impossibilidade de mergulho e o segundo impossibilitado pela visibilidade), consequentemente de reprodução, tal como mangues. Há baixa taxa de resíduos, comparado a pescas com redes, ou com varas, já que a perda de material é menor.
Sobre polêmicas quanto ao seu impacto graças a possíveis ferormônios lançados na água, não há estudos que ligam a prática da caça submarina a esse efeito. Entretanto, há alguns estudos pautados em suposições, já que não há dados comparativos, que mostram que talvez a caça submarina possa ter impactos negativos quanto a locais próximos ao mediterrâneo, Austrália  e Caribe, vale ressaltar que esses estudos praticamente ignoram a diferença entre caça submarina com e sem respiração artificial, diurnas e noturnas, praticas esportivas e predatórias. Esses impactos seriam em maioria graças aos processo de seleção, já que neste tipo de pesca não há escolhas aleatórias, assim alegam que peixes maiores seriam os mais caçados, causando um possível desequilíbrio, já quem outros tipos de pesca, pesca-se qualquer coisa, inclusive peixes pequenos, mamíferos, invertebrados ... Outro ponto, também contraditório, é que alguns dizem que como as fêmeas são maiores seriam mais predadas, entretanto, outros falam que o problema em verdade é que como os caçadores focam-se nos machos, para que as fêmeas consigam perpetuar a espécie, há uma falta de oferta de esperma. Outro ponto levantado é que a silhueta dos caçadores poderiam afastar animais e fazer com que estes mudem seus habitats menos favoráveis, tal como qualquer predador natural.
Lagostas e lagostins são alvos fáceis para esse tipo de pesca, assim vários países têm restrições contra a pesca subaquática desses animais.